# الرديسية
الرديسية، مدينة مصرية تتبع مركز إدفو في محافظة أسوان.